# Armeria capitella
Armeria capitella är en triftväxtart som beskrevs av Carlos Pau. Armeria capitella ingår i släktet triftar, och familjen triftväxter. Inga underarter finns listade i Catalogue of Life.